# Escudo de Pedraza
El escudo de Pedraza es el símbolo más importante de Pedraza, municipio de la provincia de Segovia, comunidad autónoma de Castilla y León, en España. 

## Descripción
El escudo de Pedraza se blasona de la siguiente manera:

«Escudo medio partido. Primero, de gules con una torre ochavada de obro, almenada y mazonada de sable, puesta sobre peñas de plata. Segundo, azur con una banda de oro, acompañada en lo lato de un león de plata. Timbrado de la Corona Real Española.»
Boletín Oficial del Estado nº 81/1995